# ヤン・ダーメン
ヤン・ダーメン（Jan Damen, 1898年6月30日 - 1957年12月20日）は、オランダのヴァイオリン奏者。

## 経歴
1898年、オランダ南部のブレダで生まれた。ハーグ王立音楽院でアンドレ・スポールに師事した後、ベルリンに出て、カール・フレッシュの薫陶を受けた。
1920年から1922年までベルリン・フィルハーモニー管弦楽団のコンサートマスターを務め、1924年からシュターツカペレ・ドレスデンのコンサートマスターを務めた。1946年から2年間ヨーテボリのオーケストラでコンサートマスターを務めた後、亡くなるまでアムステルダム・コンセルトヘボウ管弦楽団のコンサートマスターの任にあった。
1957年、アムステルダムにて死去。

## 脚註
1. ↑  ドイツで活動していた頃は、Dahmenという綴りも用いていた。(Robert Brouwer Turning the pages, Kahn & Averill, 2004, p.105)